# Haáz Sándor (etnográfus)
Haáz Sándor (Székelyudvarhely, 1912. április 3. – 2007. május 21.) erdélyi magyar etnográfus, grafikus.

## Életútja
Haáz Ferenc Rezső fia, Haáz Ferenc bátyja (és Haáz Sándor karnagy apja). Hét osztályt szülővárosa Római Katolikus Főgimnáziumában végzett. Hajdúböszörményben érettségizett. 1931-ben beiratkozott a kolozsvári Belle Arte iskolába, ahol Aurel Ciupe és Romulus Ladea tanítványa volt. Később a budapesti Képzőművészeti Főiskolára került, itt 1934-től szobrászat szakon tanult Medgyessy Ferencnél, majd Kisfaludi Stróbl Zsigmondnál, akinek tanársegédje is volt. Itt szerzett rajztanári diplomát 1940-ben.
Még egyetemista korában bekapcsolódott az erdélyi fiatalok falukutató mozgalmába, s budapesti diákként megismerkedett az Országos Magyar Bokréta Szövetségen keresztül a néptáncmozgalommal. Egyetemi néptánccsoportot szervezett és irányított.
A háború kitörése után visszatért Erdélybe és tanár lett Székelyudvarhelyen, Korondon és Székelykeresztúron.
1955-ben Marosvásárhelyre került mint néptánc-szakirányító a Maros-Magyar Autonóm Tartomány központi Alkotások Házában, majd amikor 1956 októberében megalakult az Állami Székely Népi Együttes – a későbbi Maros Művészegyüttes –, őt bízták meg a tánckar megszervezésével, a táncmesteri teendőkkel. 1964-ig volt a népi együttes koreográfusa és kosztümtervezője. Ezután rajzot tanított az egyik marosvásárhelyi iskolában. 1974-ben nyugalomba vonult, ezt követően szakirodalmi és népművészeti munkásságának élt.
Néptáncmozgalmi szakdolgozatait 1954 óta közölte a Művelődés; tánc, mozgás és viselet összefüggéseit elemzezte a Korunkban (1973/7). Saját rajzaival illusztrált tanulmányokkal szerepelt a Népismereti dolgozatok 1978 és A Kis-Küküllő vidéki magyar népművészet (1978) című gyűjteményes kötetekben; rajzaival jelent meg Gazda Klára Gyermekvilág Esztelneken című munkája (1980). Hiteles írás utáni varrottasmintákkal szerepel a Cs. Gergely Gizellával közösen szerkesztett Udvarhelyi varrottasok című kötetben (1976) és Szentimrei Judit Széki iratosok című kiadványában (1982).

## Kitüntetései
- Marosvásárhely díszpolgára (2002)[1]
- Pro Cultura Hungarica (2002)
- Magyar Örökség díj (2003)
- Magyar Köztársaság Érdemrendje tiszti keresztje (2004).